# Schwarze Tafeln
Schwarze Tafeln – englischer Filmtitel Blackboards – (persisch تخته سیاه, Takhté siah) ist ein iranischer Spielfilm von Samira Makhmalbaf aus dem Jahr 2000. Das Drehbuch schrieb Makhmalbaf zusammen mit ihrem Vater Mohsen Makhmalbaf. Sämtliche Dialoge werden auf kurdisch gehalten. Makhmalbaf sagt über ihr zweites Filmwerk: "Die Geschichte ist eine Mischung aus Realität und Fiktion. Schmuggelei, Obdachlosigkeit und die Bemühungen der Menschen, zu überleben, sind Teil der Realität... der Film als Ganzes ist eine Metapher." Der Film war eine internationale Koproduktion zwischen den Makhmalbaf Productions of Iran, den italienischen Firmen Fabrica und Rai Cinemafiction sowie der japanischen Firma T-Mark.

## Handlung
Zwei umherziehende Wanderlehrer, die große Schreibtafeln auf dem Rücken tragen, suchen gegen Ende des Iran-Irak-Krieges (Erster Golfkrieg) in den Hügeln und Dörfern unweit der irakischen Grenze nach Schülern, die willens sind, im Lesen/Schreiben und Rechnen, unterrichtet zu werden.

## Hintergrund
Die beiden Lehrer/Hauptakteure sind ebenso wie das ahasverische Nomadenvolk aufgrund von Kriegsverbrechen auf der Flucht, die mit dem Giftgasangriff auf Halabdscha zusammenhängen.

## Auszeichnungen
- Preis der Jury bei den Internationalen Filmfestspiele von Cannes, 2000[2]
- "Federico Fellini Honor", UNESCO, Paris, 2000.
- "François Truffaut prize", Giffoni Film Festival in Italien, 2000
- "Giffoni's Mayor Prize", Giffoni Film Festival in Italien, 2000
- "Special cultural Prize", UNESCO, Paris, 2000
- "The Grand Jury prize", American Film Institute USA, 2000